# 阿比-萨莱
阿比—萨莱（约公元前1905年—约公元前1895年在位）（英語：Abisare）阿摩利人的拉尔萨国王，约活动于公元前20世纪前后的美索不达米亚的拉尔萨城邦，承袭衮古努姆之位，在位约十年。他在战斗中杀死了敌对城邦伊新的国王之后，取得了对伊新战争的胜利。死后由苏穆埃尔继任君位。